# 2767 Takenouchi
2767 Takenouchi је астероид главног астероидног појаса чија средња удаљеност од Сунца износи 3,020 астрономских јединица (АЈ).
Апсолутна магнитуда астероида је 11,6.